# Jakob Alberty
Jakob Alberty  fue un escultor alemán, nacido el 14 de octubre de 1811 en Berlín y fallecido el año 1870 en la misma ciudad.

## Datos biográficos
Jacob Alberty se inició en la escultura tallando madera y posteriormente asistió a la Academia de las Artes de Prusia, siendo allí alumno de Ludwig Wichmann. El rey Federico Guillermo III de Prusia le animó con algunas encargos. Alberty 1840 consiguió el trabajo de doce apóstoles para la Iglesia del Redentor en el puerto de Sacrow de Potsdam (siguiendo el ejemplo del sepulcro de San Sebaldo del escultor Peter Vischer). El año 1860 Alberty recibió el título de "Real escultor de la corte prusiana".

## Obras
Entre las obras más destacadas de Jakob Alberty  se incluyen las siguientes:
Obras
- 1834 busto de Federico II de Prusia a partir de la máscara mortuoria
- 1836 "Madonna"
- 1851 "León -Löwe"
- 1854 " Cristo " de la Iglesia de San Juan en Memel[2] (actual Klaipėda - Lituania)
- 1859 busto de la reina Estefanía de Portugal[3]
- 1860 " Moisés " de la Iglesia de San Juan en Memel[2]
- 1864 Relieve del caballero Príncipe Carlos Antonio de Hohenzollern-Sigmaringen